# Frontera entre Algèria i el Sàhara Occidental
La frontera entre Algèria i el Sàhara Occidental separa l'Algèria i el territori reivindicat per la República Àrab Sahrauí Democràtica. Té una extensió de 42 km i segueix una línia nord-sud situada per 8° 40' oest.
El Sàhara occidental fou ocupat pel Marroc en 1976, encara que una porció del territori (al voltant del 20 %) és controlada pel Front Polisario.